# Hyperledger
Hyperledger（ハイパーレジャー）は、オープンソースのブロックチェーンプラットフォームで、2015年12月にLinux Foundationによって開始され、ブロックチェーンベースの分散元帳をサポートしている。 パフォーマンスと信頼性の多くの面を改善することを目指して、主要なテクノロジー、金融、サプライチェーンの企業を含むグローバルビジネストランザクションをサポートするように設計された分散元帳に焦点を当てている。このプロジェクトは、さまざまな用途に応じて異なるコンポーネントをサポートするモジュラーフレームワークを提供することによって、オープンなプロトコルとスタンダードを開発するためのさまざまな独立した取り組みをまとめたものである。これには、独自のコンセンサスとストレージモデルを持つさまざまなブロックチェーン、アイデンティティのためのサービス、アクセス制御、および契約が含まれる。

## 歴史
2015年12月、Linux FoundationはHyperledgerプロジェクトの作成を発表した。 このプロジェクトの最初の創設メンバーは2016年2月に発表され、さらに10のメンバーと3月29日に理事会の構成が発表された。5月19日、ブライアン・ベーレンドルフがプロジェクトの専務理事に任命された。
2016年3月、JPモルガン・チェース経済顧問であったブライス・マスターズがプロジェクトの議長に選出された。
2016年4月7日、日本取引所グループは野村総合研究所と共同でブロックチェーンに関する実証実験を開始する事で合意したことを発表した。同グループは2月16日すでに日本IBM との実証実験合意を発表している。ブロックチェーンに記録される情報は、証券など資産の移転を証明するとともに、これまで証券取引の清算機関が一元管理していた証券振替記録のデータベースそのものになる。この実証実験では、先のハイパーレッジャー・プロジェクトのフレームワークを利用する。
メンバーとガバナンス
このイニシアチブの初期メンバーには、ブロックチェーン特化の企業（Blockchain、ConsenSys、Digital Asset、R3）、その他のテクノロジー企業（シスコ、富士通、日立、IBM、Intel、NEC、NTTデータ、Red Hat、VMware）、金融会社（ABN AMRO、ANZ銀行、BNYメロン、CLSグループ、CMEグループ、預託信託会社（DTCC）、ドイツBörseグループ、JPモルガン、ステート・ストリート、SWIFT、ウェルズ・ファーゴ）、その他（アクセンチュア、キャストトン、クレジット、 、IntellectEU、Nxt Foundation、Symbiont）が含まれる。

## 主要なプロジェクト
Hyperledgerには、プロジェクト主体や目的に応じて複数のサブプラットフォームがある。
- Hyperledger Fabric
- Hyperledger Grid
- Hyperledger Indy
- Hyperledger IROHA
- Hyperledger Sawtooth